# داريل بورتر
داريل بورتر (بالإنجليزية: Daryl Porter)‏ هو لاعب كرة قدم أمريكية أمريكي، ولد في 16 يناير 1974 في فورت لودرديل في الولايات المتحدة.

## وصلات خارجية
- داريل بورتر على موقع مرجع كرة القدم المحترفة.كوم (الإنجليزية)